# Oblivious
„Oblivious“ (stylizováno jako „oblivious“) je první singl japonské pěvecké skupiny Kalafina. Byl vydán 23. ledna 2008 vydavatelstvím SME Records a obsahoval závěrečné znělky 1.–3. dílu animované filmové série Kara no kjókai. K dispozici byl ve standardní a limitované edici, přičemž limitovaná edice měla formát box setu a obsahovala navíc plakát a sběratelské pohlednice s motivy Kara no kjókai.

## Seznam skladeb
Hudbu složil(i) Juki Kadžiura. 
| Pořadí         | Název                                           | Délka |
| -------------- | ----------------------------------------------- | ----- |
| 1.             | oblivious                                       | 4:22  |
| 2.             | Kimi ga hikari ni kaeteiku (君が光に変えて行く) | 4:43  |
| 3.             | Kizuato (傷跡)                                  | 4:41  |
| Celková délka: | Celková délka:                                  | 13:46 |

## Hudební žebříčky
| Žebříček                       | Nejvyšší umístění | Prodeje | Týdnů v žebříčku |
| ------------------------------ | ----------------- | ------- | ---------------- |
| Týdenní žebříček singlů Oricon | 8                 | 38,695  | 24               |